# Dobrogost Bytkowski
 Dobrogost Bytkowski z Błociszewa, Lubonia i Bytkowa   herbu Ostoja (zm. przed 1413 r.) – dziedzic części dóbr Błociszewo, Bytkowo i Luboń, asesor sądu poznańskiego, darczyńca kościoła parafialnego w Błociszewie.

## Życiorys
Dobrogost Bytkowski dziedziczył części w Błociszewie, Luboniu i Bytkowie. Jego małżonką była Krzemka, córka Andrzeja z Bytkowa. Miał dwóch synów - Jakusza i Andrzeja Bytkowskich. W roku 1399 pełnił funkcję asesora sądu w Poznaniu. W 1401 roku wraz z żoną Krzemką spierali się o części w Bytkowie z Dobiesławą (macochą Krzemki). W latach 1402–03 Dobrogost Bytkowski procesował się z Krzywosądem ze Sławna i jego braćmi o 1/2 Bytkowa, uzyskując prawo posiadania tej części wsi na czas życia Dobiesławy, ciotki wspomnianych braci. W 1408 roku kościół parafialny w Błociszewie został uposażony m.in. z części Dobrogosta w Bytkowie 1 grzywną czynszu rocznego. Nie żył już, kiedy wdowa po nim Krzemka z Bytkowa występowała z synem Jakuszem w latach 1413-1421.